# Combat Vehicle 90
Combat Vehicle 90 ali CV 90 je gosenično oklepno pehotno bojno vozilo, ki je izboljšana različica Hägglunds CV 90. Obe vozilo proizvaja švedsko podjetje Alvis Hägglunds.
1. ↑  https://www.oryxspioenkop.com/2022/02/attack-on-europe-documenting-ukrainian.html